# حلقه کیان
حلقه کیان اصطلاحی است که اشاره به یک نحله فکری و گروهی از فعالان سیاسی ایرانی در دهه ۱۳۶۰ و ۱۳۷۰ دارد که گرچه تماماً دارای یک گرایش خاص نبودند، اما عمدتاً خود را به روشنفکری دینی، جناح چپ جمهوری اسلامی منتسب می‌دانستند.
پایگاه اصلی انتشار آثار این گروه ابتدا در کیهان فرهنگی و سپس در کیان بود. با ظهور جنبش دوم خرداد، حلقه کیان سیاسی‌تر و گسترده‌تر شد به‌طوری که تعداد افراد منتسب به آن به بیش از ۱۰۰۰ نفر رسید. از نشریاتی مانند جامعه، صبح امروز و راه نو به عنوان نشریات خارج‌شده از دل این حلقه نام می‌برند.